# Plan d'accompagnement personnalisé
 (mai 2019).
Le plan d’accompagnement personnalisé ou PAP est un dispositif d’accompagnement pédagogique qui s’adresse aux élèves du premier et du second degré en France ayant des troubles de l’apprentissage. Ce dispositif permet de mettre en place des accompagnements spécifiques qui sont pensés selon les besoins spécifiques de l’élève et de ses troubles de l’apprentissage. Le PAP vise à mettre en place des aménagements qui permettent à l’enfant de mieux s’adapter dans l’école et de viser l’autonomie de cet élève.

## Présentation générale
Concrètement, le PAP prend la forme d’un document qui est normalisé et qui va définir les adaptations pédagogiques dont l’élève va bénéficier. Pour chaque élève, le suivi du PAP peut aller de la première année de maternelle jusqu’en terminale. Dans ce document, on a des informations sur l’élève (nom, date de naissance, responsable légal, adresse) et la définition des besoins spécifiques de l’élève. Ces besoins sont remplis par le médecin scolaire et spécifient : les points d’appuis pour les apprentissages, et les conséquences des troubles sur les apprentissages. 
Ensuite, le suivi du PAP fait apparaitre une liste de toutes les adaptations et les aménagements possibles à mettre en place en fonction des besoins de l’élève. Cette liste va se diviser en plusieurs points d’attention. Par exemple pour un enfant à l’école primaire on va avoir : les adaptations transversales, les évaluations, les leçons, la lecture et le langage oral, la production de l’écrit, les mathématiques et enfin la pratique d’une langue vivante étrangère. Une fois au collège ou au lycée, les points d’attention vont concerner plus de matières : on ajoute l’histoire/géographie, l’expression artistique, l’éducation physique et sportive. 

### Exemples d'adaptations et d'aménagements

#### Adaptations transversales
Mise en place d'un tutorat par l’intermédiaire d’un élève qui lit à haute voix les consignes ; utilisation d'un code couleur par matière ; énonciation des objectifs de la séance et synthèse à la fin.

#### Évaluations
Avoir un temps majoré ; privilégier les évaluations sur le mode oral. 

#### Leçons
Proposition d’apprentissage des mots clés uniquement ; fiche mémoire (dessins, symboles…).

#### Mathématiques
Admettre que la réponse ne soit pas rédigée si les calculs sont justes ; utiliser la schématisation en situation problème.

### Bilan et suivi
A la fin de chaque niveau (maternelle, élémentaire, collège, lycée), on note le bilan des aides qui ont été apportées. Quels aménagements n’ont pas atteints l’objectif fixé et quels ont été les aménagements qui ont été profitables à l’élève. Ensuite, cette fiche sera transmise aux professeurs de l’année suivante pour un suivi de l’élève.

## Cadre légal
Le plan d’accompagnement personnalisé a été référencé pour la première fois dans la loi du 8 juillet 2013. Tout d’abord, chaque élève en difficulté scolaire causé par un ou plusieurs troubles de l’apprentissage, peut bénéficier d’un plan d’accompagnement personnalisé, après avis d’un médecin. Ce dispositif est là pour définir des mesures pédagogiques qui permettront aux élèves de suivre les différents enseignements de l’école.
Il a été ensuite affiné avec le décret du 18 novembre 2014 qui précise les modalités relatives au suivi et à l’accompagnement pédagogique des élèves.
Puis, la circulaire du 22 janvier 2015 définit plus précisément le public qui pourra bénéficier d’un PAP, ainsi que le contenu et la procédure de ce dernier.
Ces lois posent le cadre théorique du PAP. Elles permettent d’encadrer ce dispositif afin que les élèves éligibles à ce dernier puissent y avoir droit dans les meilleures conditions. 

## Évolution et différenciation avec le plan d’accueil individualisé (PAI)
Mais ceux qui sont à l’initiative de ce plan d’accompagnement personnalisé, ce sont des associations ont fait une demande à l’État pour attirer leur attention sur certains besoins particuliers à l’école. Plus particulièrement, sur les aménagements qui peuvent être proposés pour des enfants n’entrant pas dans la réglementation du handicap. Ces derniers n’ont en conséquence, pas le droit à des aménagements spécifiques. Avant la mise en place des PAP, les enfants ayant des difficultés scolaires étaient suivis scolairement avec plan d’accueil individualisé (PAI). Cependant, les démarches pour la mise en place d’un plan d’accompagnement personnalisé ont débuté en raison des PAI qui sont jugés inefficaces et inadaptés pour certains troubles. En effet, les PAI ont été créés afin d’aménager la scolarité des enfants possédant des troubles de la santé invalidants (pathologie chronique, traitement médical…)[réf. nécessaire].

## Public
Les élèves qui sont concernés par ce dispositif peuvent être des enfants allant de la maternelle jusqu’au lycée. Ces élèves sont des enfants qui possèdent un ou plusieurs troubles de l’apprentissage. Ces troubles sont des dysfonctionnements du processus d’acquisition des connaissances ; ils peuvent être liés au langage, à l’attention ou plus précisément la lecture (…). Il est nécessaire que les troubles de l’apprentissage soient reconnus par un médecin, afin qu’il juge ces derniers comme liés aux difficultés scolaires.

## Mise en place du plan
Un plan d’accompagnement personnalisé se met en place à l’initiative du professeur, de l’équipe pédagogique ou des parents. Lorsqu’un de ces trois acteurs d’éducation propose l’utilisation d’un PAP, sa mise en place suppose la collaboration entre la famille et l’école. Contrairement au plan personnalisé de scolarisation (PPS), le PAP ne nécessite pas une reconnaissance de handicap qui passe par la Maison départementale des personnes handicapées (MDPH). Le PAP est « mis en œuvre avec l’accord de la famille et sous la direction du chef d’établissement qui en assure le suivi avec le médecin scolaire » . Le médecin va avoir le rôle de vérifier si les difficultés de l’élève sont dus à un trouble de l’apprentissage. Si dans une école il n’y a pas de médecin scolaire, le constat peut être fait par le médecin qui suit l’enfant. Mais comme l’explique Huau et le site Eduscol le terme de « trouble de l’apprentissage » n’est pas bien défini dans la loi. Ce terme regroupe des troubles spécifiques des apprentissages tels que l’expression écrite ou la logique aux mathématiques jusqu’à des troubles Dys (dyslexie, dyspraxie, dysphasie, etc.) ou des Troubles du déficit de l'attention avec ou sans hyperactivité (TDAH) ou encore le syndrome d’Asperger. 
Une fois que les troubles de l’apprentissage sont avérés pour un élève, l’équipe pédagogique élabore donc un plan d’accompagnement personnalisé. Ils se base sur une évaluation qui va permettre d’élaborer un plan adapté pour sa scolarisation (support de cours, adaptation des évaluations, utilisation de supports numériques…). Le plan est soumis aux parents pour accord. Après le début de la mise en place du PAP, l’élève est régulièrement suivi grâce à des évaluations et un bilan qui est fait à la fin de l’année scolaire. Le bilan va faire le point sur où en est l’élève et si le PAP va se poursuivre, se modifier ou s’arrêter pour l’année suivante.

## Les objectifs
Dans le cas d’un champ large d’analyse, le plan d’accompagnement personnalisé a comme objectif de lutter contre le décrochage scolaire. Pour cela, il met en lien famille et école afin de trouver des solutions pour aider les élèves qui possèdent un ou plusieurs troubles de l’apprentissage. Le PAP se réfléchit avec l’équipe pédagogique pour trouver des solutions aux difficultés scolaires de l’enfant. Mais le plan d’accompagnement est discuté et doit être approuvé avec les parents. Ce dispositif permet de mettre en lien tous les acteurs d’éducation de l’élève pour un suivi plus régulier. Le PAP rapproche les parents de l’équipe pédagogique et des besoins de l’enfant. 
Pour suivre les progressions et les besoins des élèves ayant un PAP, les professeurs ou l’équipe pédagogique va évaluer la progression des élèves. Les besoins ou les aménagements peuvent ainsi être modulés au cours de l’année. Cela permet donc un meilleur suivi de l’élève et une adaptation du cursus plus ajusté.
Dans la circulaire de janvier 2015, il est mis l’accent sur comment définir les adaptations. Et il apparait important de noter que le PAP doit mettre en place des adaptations particulières pour l’élève dans le domaine où il a le plus de difficultés, et où l’accompagnement est indispensable. Il ne faut pas une adaptation pour toutes les petites difficultés de l’élève, les adaptations doivent privilégier les besoins les plus nécessaires. Mais il est également important de notifier dans le PAP les parties du programme où l’élève est compétent et celles où il excelle (circulaire de 22 janvier 2015). Le PAP permet de mettre l’accent sur les difficultés de l’élève, compte tenu de ses troubles de l’apprentissage, mais il est également important de mettre en avant les domaines où l’élève n’a pas de difficulté. 

## Autres programmes d’aide
En plus du programme d’aide individualisé (PAP), il existe 3 autres programmes qui répondent aux besoins particuliers des élèves. Ce sont : le  projet d’accueil individualisé (PAI), le projet personnalisé de scolarisation (PPS) et le programme personnalisé de réussite éducative (PPRE). 

### Le  projet d’accueil individualisé (PAI)
Il est mis en place pour aménager à l’élève la situation scolaire en raison de trouble de santé invalidant. Il concerne donc des élèves ayant des pathologies chroniques, des intolérances alimentaires ou des allergies. Le PAI se présente sous la forme d’un document écrit qui retrace tous les aménagements nécessaires pour le bon déroulement de la scolarité de l’enfant. Il peut s’agir d’un aménagement d’horaires, d’une dispense concernant certaines activités qui sont incompatibles avec la santé de l’élève.

### Le projet personnalisé de scolarisation (PPS)
Il est à destination des élèves qui possèdent un handicap. Pour sa mise en place, il faut qu’il y ait une reconnaissance du handicap de l’élève de la part de la Maison départementale des personnes handicapées (MDPH). Ce dispositif propose des aménagements pédagogiques et les modalités possibles de scolarisation. Comme les autres dispositifs, c’est une continuité sur toute la scolarisation de l’élève. Mais ce dernier précise les besoins des élèves d’avoir une aide humaine ou une aide matérielle adaptée.  

### Le programme personnalisé de réussite éducative (PPRE)
Il est à destination des élèves qui ont des lacunes dans leurs connaissances et compétences du programme scolaire attendue à la fin d’un cycle. Ce dispositif cherche à éviter le décrochage scolaire aux élèves en difficulté, pour cela un document va suivre l’élève dans lequel il est identifié les besoins de l’élève, les objectifs qui sont fixés ainsi que les compétences qui sont déjà acquises et qui vont aider l’élève dans son apprentissage.